# Édouard Thilges
Jules Georges Édouard Thilges, né à Clervaux le 17 février 1817 et mort à Luxembourg le 9 juillet 1904, est un juriste et homme politique luxembourgeois.

## Biographie
De 1833 à 1838, il suit des études de droit aux universités de Bruxelles et de Liège. Devenu docteur en droit le 15 mars 1841, il exerce la profession d'avocat au barreau du tribunal de Diekirch pendant 12 ans.
Le 30 avril 1849, il épouse Hyacinthe Richard dont il aura trois enfants, laquelle décédera bien avant lui en 1884.
Le 18 septembre 1854, il est appelé à siéger au Conseil de gouvernement du Grand-Duché en qualité d'Administrateur général des affaires communales, poste qu'il conserve jusqu'à sa démission le 24 mai 1856. 
Le 2 juin 1856, il prend la présidence du Tribunal d'arrondissement de Luxembourg et le 28 septembre 1857 devient membre du Conseil d'État. 
En 1859, il entre à nouveau dans le Conseil de gouvernement en qualité de directeur-général de l'Intérieur et de la Justice jusqu'au 26 septembre 1860, date à laquelle sa deuxième démission est acceptée.
En 1861, il intègre la Cour supérieure de justice jusqu'en 1867 et entre pour la troisième fois au Conseil de gouvernement jusqu'au 7 février 1870, date de sa nomination au poste de président de la Chambre des comptes auquel s'ajoute en 1872 la présidence du Conseil d'État.
En 1878, il est nommé Procureur général reprenant ainsi ses fonctions judiciaires avant de prendre la présidence de la Cour supérieure de justice en 1879.
En 1885, il est appelé par le Roi Guillaume III au poste de Ministre d'État chargé de la présidence du Gouvernement. Il a alors 68 ans. Fatigué et malade, il demande à en être déchargé le 22 septembre 1888, remplacé par Paul Eyschen.
Malgré son âge avancé, il prend à nouveau la présidence du Conseil d'État qu'il occupera jusqu'en 1895.